# Жоель Абаті
Жоель Абаті  (фр. Joël Abati, 25 квітня 1971) — французький гандболіст, олімпійський чемпіон.

## Виступи на Олімпіадах
| Олімпіада  | Дисципліна | Місце |
| ---------- | ---------- | ----- |
| Афіни 2004 | гандбол    | 5     |
| Пекін 2008 | гандбол    | 1     |